# Adrian Smith (statisticien)
Pour les articles homonymes, voir Adrian Smith (homonymie).
Adrian Frederick Melhuish Smith, (né le 9 septembre 1946) est un statisticien britannique qui est directeur général de l'Institut Alan Turing et président de la Royal Society .

## Jeunesse et éducation
Smith est né le 9 septembre 1946 à Dawlish. Il fait ses études au Selwyn College de Cambridge et à l'University College de Londres, où son directeur de thèse est Dennis Lindley.

## Carrière
De 1977 à 1990, il est professeur de statistiques et chef du département de mathématiques à l'Université de Nottingham. Il est ensuite à l'Imperial College de Londres, où il dirige le département de mathématiques. Smith est un ancien vice-chancelier adjoint de l'Université de Londres et devient vice-chancelier de l'université le 1er septembre 2012 . Il démissionne de ses fonctions en août 2018 pour devenir directeur de l'Institut Alan Turing ,.
Smith est membre du conseil d'administration de la London Business School. Il siège au Conseil consultatif de l'Office for National Statistics de 1996 à 1998, est conseiller statistique à l'Inspection des déchets nucléaires de 1991 à 1998 et conseiller en analyse opérationnelle au ministère de la Défense de 1982 à 1987.
Il est un ancien président de la Royal Statistical Society. Il est élu membre de la Royal Society en 2001.
En théorie statistique, Smith est un partisan des statistiques bayésiennes et de la pratique fondée sur des preuves - une extension générale de la médecine factuelle dans tous les domaines de la politique publique. Avec Antonio Machi, il traduit en anglais la théorie des probabilités de Bruno de Finetti. Il écrit un article influent en 1990 avec Alan E. Gelfand, qui attire l'attention sur l'importance de la technique de l'échantillonneur de Gibbs pour les problèmes d'intégration numérique bayésienne. Il est également co-auteur de l'article fondateur sur le filtre à particules (Gordon, Salmond et Smith, 1993).
Dans le domaine de l'enseignement des mathématiques et des statistiques, Smith dirige l'équipe qui produit le rapport Smith sur l'enseignement secondaire des mathématiques au Royaume-Uni.
En avril 2008, Smith est nommé directeur général de la science et de la recherche au Département de l'innovation, des universités et des compétences (depuis fusionné avec d'autres départements pour former le BEIS du Royaume-Uni). Il prend ses fonctions en septembre 2008 .
Smith est fait chevalier lors des honneurs du Nouvel An 2011.